# Kálení Rafanů ve Veletržním paláci
Kálení Rafanů ve Veletržním paláci se odehrálo v sobotu 20. listopadu 2004. Při návštěvě Veletržního paláce v Praze se společně veřejně vykáleli na zem v expozici českého a slovenského umění šedesátých let – blízko děl autorů Milana Knížáka a Zdeňka Berana – na protest proti způsobu vedení Národní galerie umělci Marek Meduna, Petr Motejzík, Jiří Franta (členové skupiny Rafani) spolu s umělci Ondřejem Brodym a  Václavem Magidem. Poté odešli. Událost potvrdila tisková mluvčí Národní galerie. 30. listopadu 2004 Národní galerie pak podala trestní oznámení, jeho výsledek ale nebyl nijak výrazně medializován. Výkaly Milan Knížák nikdy neviděl, později je uklidila uklízečka Vendula Vlachová.

## Účastníci
Podle zprávy ČTK z 26. listopadu 2004 převzaté dalšími médii bylo účastníků akce šest, z toho tři byli členy umělecké skupiny Rafani. Podle prohlášení zveřejněného 1. prosince samotnými aktéry bylo účastníků pouze pět. Všichni zúčastnění prohlášení podepsali vlastními jmény a na rozdíl od veškerých aktivit skupiny Rafani nevystupovali jako kolektiv. Připsání akce skupině Rafani proto bylo fakticky nesprávné. Vycházelo však ze žurnalistického zjednodušení, kdy část účastníků patřila k již známé umělecké skupině, a z provokativního charakteru akce, který připomínal její tehdejší strategie. V podstatě od prvních mediálních reakcí je proto kálení v Národní galerii Praha označovano jako čin skupiny Rafani.      

## Účel a hodnocení akce
Účastník akce a člen skupiny Rafani Marek Meduna, jehož vyjádření k akci zveřejnila 26. listopadu 2004 agentura ČTK a převzala další média, nesdělil účel akce. Zpráva ČTK ji dávala do souvislosti s nesouhlasnými projevy vůči koncepci, kterou při vedení Národní galerie uplatňuje ředitel Milan Knížák, a připomněla akci umělecké skupiny PodeBal, která v roce 2002 nalepila z obou stran výlohy v přízemí budovy části cihlu tak, aby symbolizovala cihlu prolétající sklem. Za poškození výlohy bylo Národní galerií podáno trestní oznámení a požadavek na náhradu škody. Zprávy v médiích k události připojily charakteristiku uměleckých východisek Rafanů, k nimž patří provokace, angažovaná tvorba reagující na problémy společnosti, otevírání tabuizovaných a neřešených problémů.
V prohlášení, které 5 účastníků vydalo 1. prosince 2004, své jednání označili za performanci „Bez názvu“, vyjádřili znepokojení stavem NG a nesouhlas s tím, jak ji Knížák vede, a prohlásili, že „názor na vedení Národní galerie a forma jeho vyjádření je osobní věcí každého občana,“ ovšem jde o státní instituci. Konstatovali, že „forma performance byla zcela jistě vulgární a samozřejmě překračovala meze slušného chování“, položili rétorickou otázku, proč je překročili, „ač nejsme exhibicionisty“, a postavili „tento způsob vedle způsobů chování ředitele NG“.
Magdalena Čechlovská v Hospodářských novinách v polovině prosince 2006 napsala, že se Rafani vykáleli „na protest proti podobě stálé expozice současného umění v Národní galerii“. Média tuto akci připomínala při příležitostí dalších akcí skupiny i po dvou letech, přičemž ČTK uvedla, že někteří kritici a teoretici provokativní akce Rafanů oceňují. Kritik Petr Volf v srpnu 2007 jmenoval akci ve Veletržním paláci ve stručném výčtu dvou akcí Rafanů a připomněl, že skupina byla dvakrát nominována na cenu Jindřicha Chalupeckého.
Sám Milan Knížák v lednu 2008 v rozhovoru o udělení ceny Národní galerie o skupině Ztohoven za vpašování mystifikačního jaderného výbuchu v Krkonoších do vysílání České televize řekl, že Rafani „nemají odvahu“ a při svých akcích opakovaně jednali tak, že „neriskovali nic. Šli se vykálet do Národní galerie, ale místo aby se postavili doprostřed sálu a sundali kalhoty, schovali se za panel.“ Stejnými slovy bagatelizoval význam jiné akce skupiny Rafani: „Můj scénář není ukradnout obraz, pečlivě ho zatavit a opatrně spustit do přehrady, aby se dal zase nepoškozený vytáhnout. Mají ho vzít, mrsknout ho tam a zničit. V tomhle směru má můj obdiv skupina Ztohoven. Ti se nebojí riskovat a jdou do toho i s vědomím možného trestu. To je ten atomový hřib, to jsou ti panáčci na semaforech. Rafani jsou pouze koncentrovanou srabárnou.“